# Valleve
Valleve (lombardul: Aléf) település Olaszországban, Lombardia régióban, Bergamo megyében. Lakosainak száma 124 fő (2023. január 1.). Valleve Carona, Foppolo, Mezzoldo, Piazzatorre, Tartano és Branzi községekkel határos.

## Népesség
A település lakossága az elmúlt években az alábbi módon változott:
| Lakosok száma | 133  | 133  | 124  |
|               | 2017 | 2018 | 2023 |